# Zosterop del Cap
El zosterop del Cap (Zosterops virens) és un ocell de la família dels zosteròpids (Zosteropidae).

## Hàbitat i distribució
Habita boscos, arbusts i terres de conreu del sud-est de Botswana, Sud-àfrica i sud-oest de Moçambic.

## Taxonomia
Classificada com un grup subespecífic de Zosterops pallidus, va passar a ser considerada una espècie diferent per Oatley 2011